# Talcini
Talcini (en corse Talcinu /ˈtalt͡ʃinu/) est une ancienne piève de Corse. Située dans le centre de l'île, elle relevait de la province de Corte sur le plan civil et du diocèse d'Aléria sur le plan religieux.

## Géographie

### Situation
La piève de Talcini occupe une dépression entre les vallées du Golo et du Tavignano.
Elle a pour pièves voisines :

### Habitat
La piève de Talcini correspond au territoire des communes suivantes :
- Castirla ;
- Soveria ;
- Omessa ;
- Tralonca ;
- Santa-Lucia-di-Mercurio ;
- Corte.

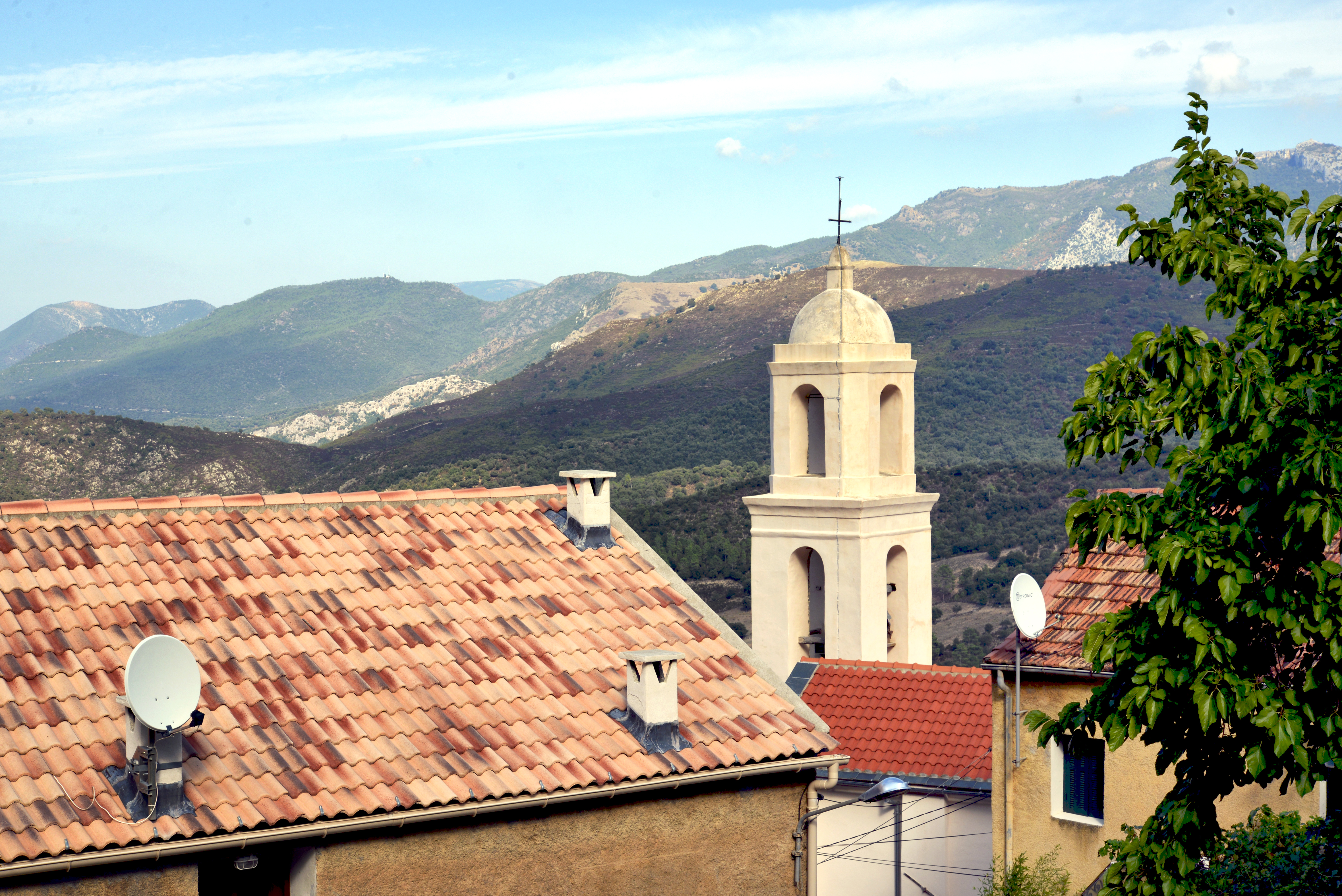
Castirla.
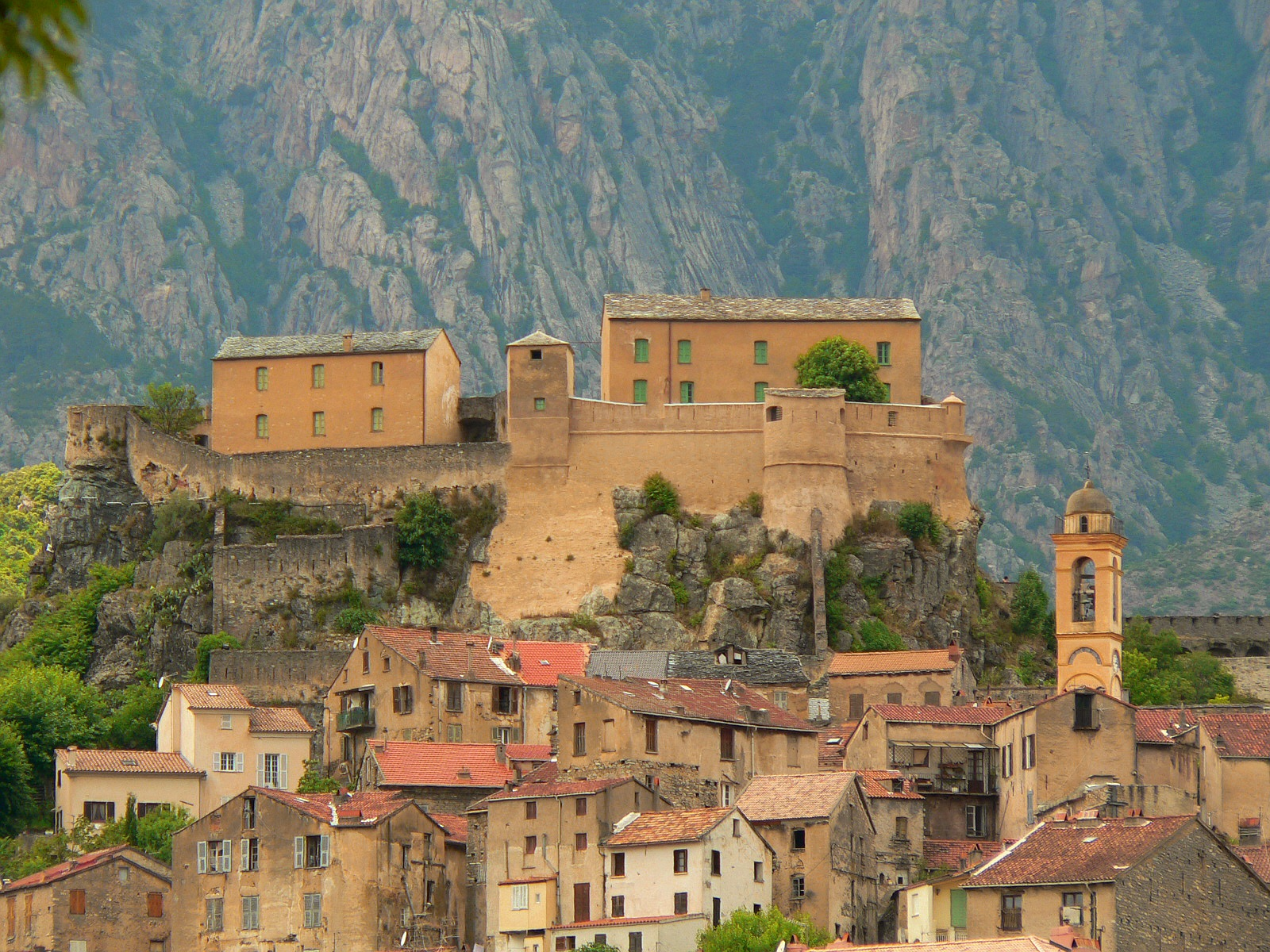
Corte.
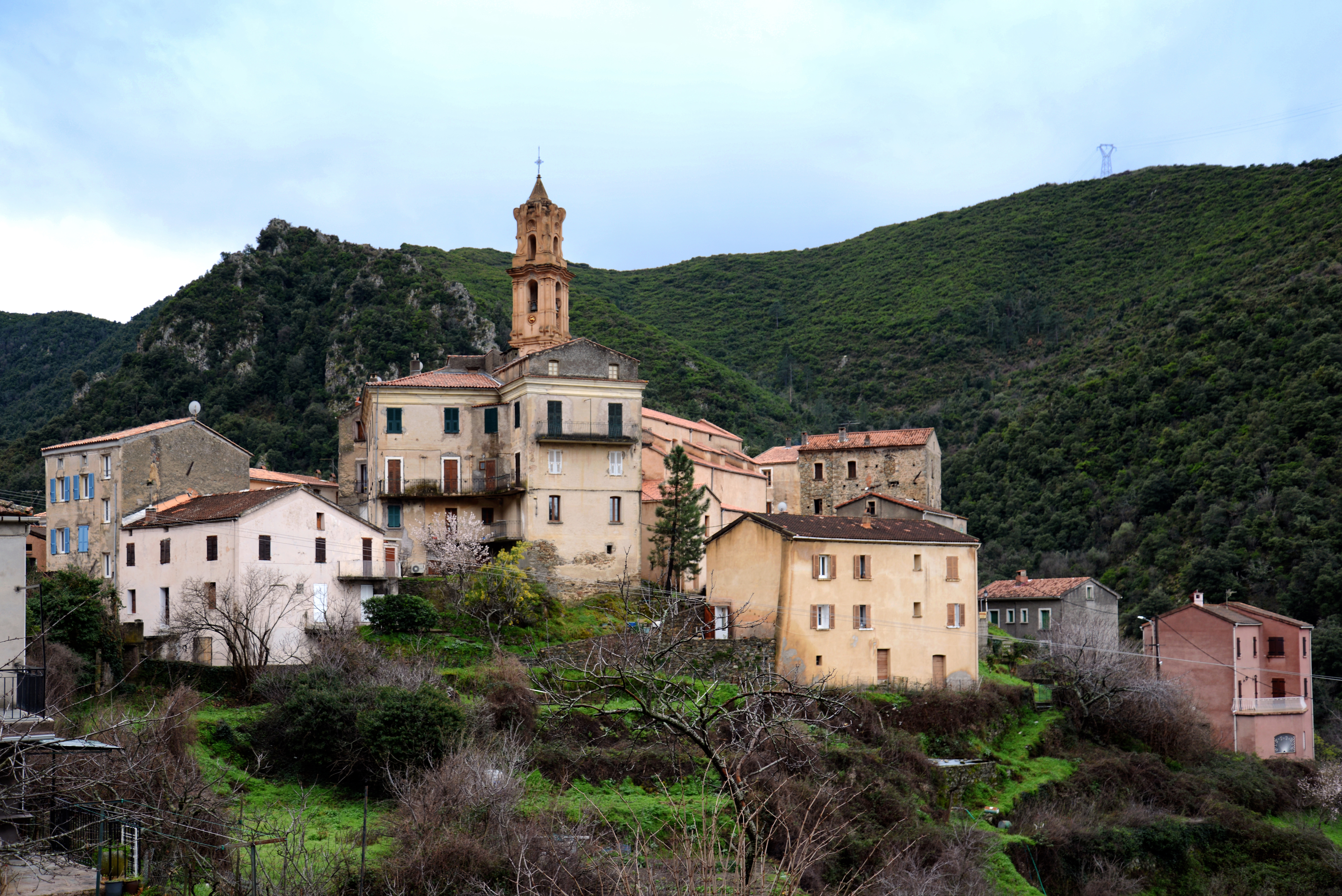
Omessa.
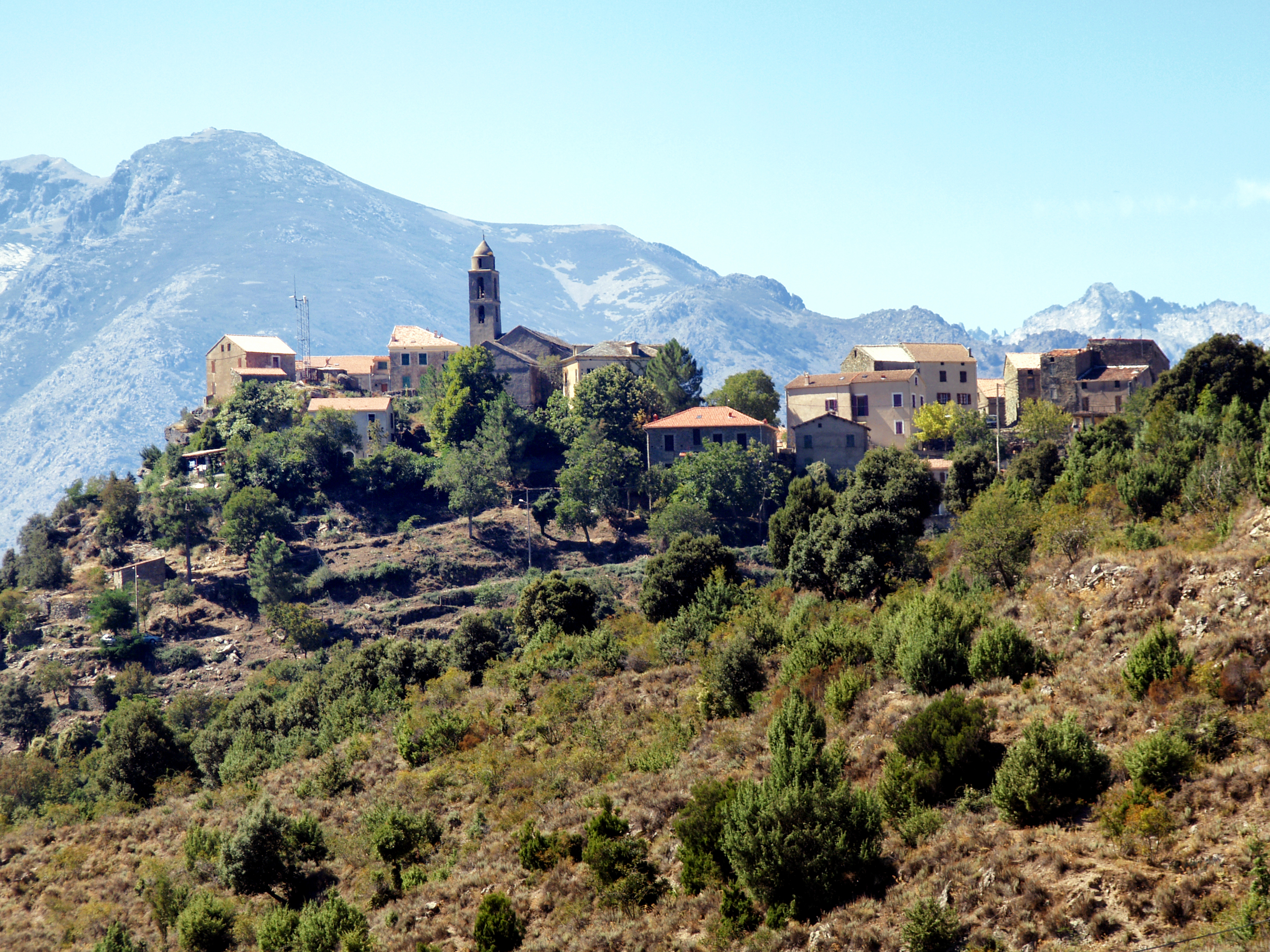
Santa-Lucia-di-Mercurio.
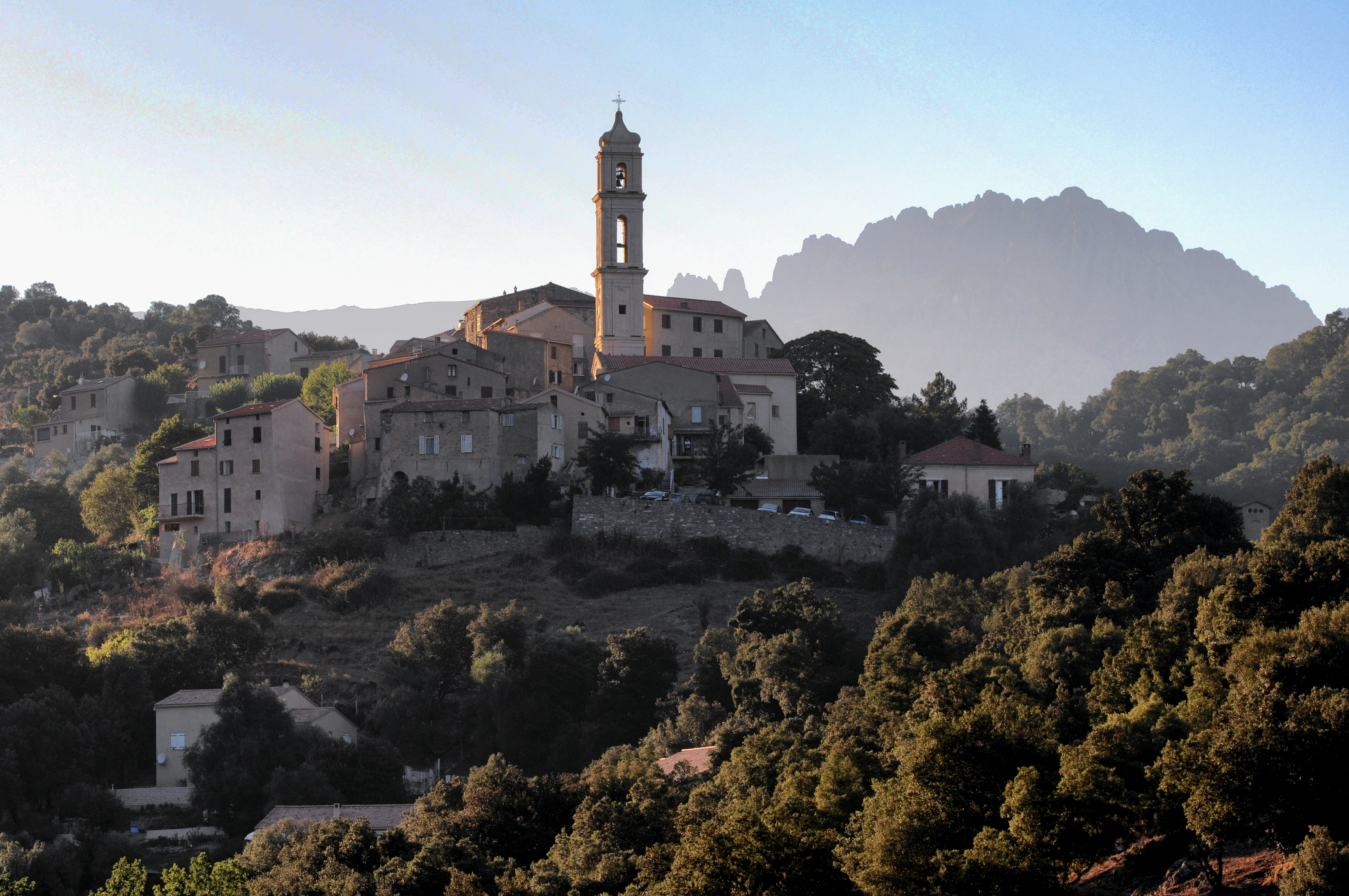
Soveria.
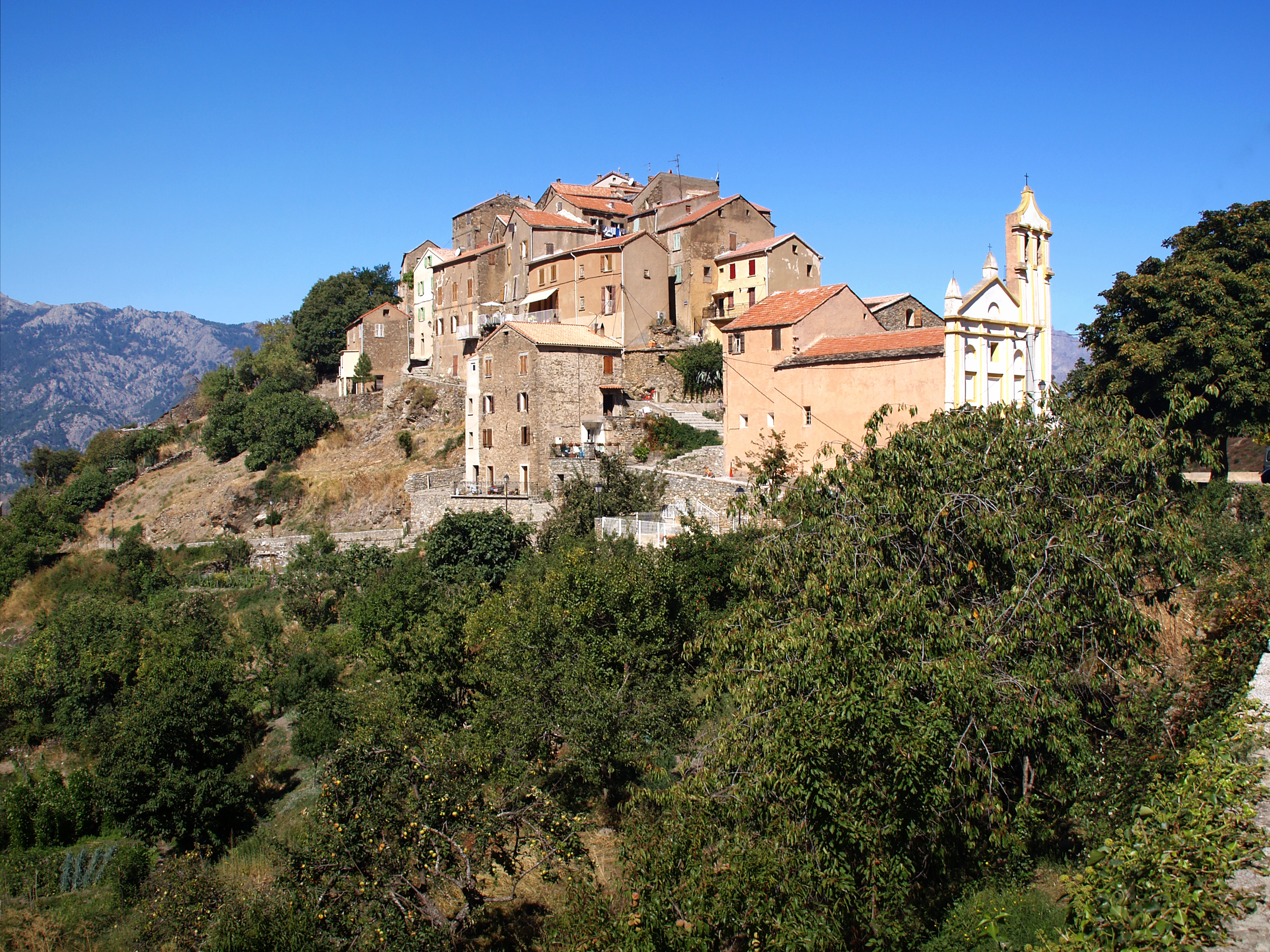
Tralonca.

## Histoire
Au début du XVIe siècle, la piève de Talcini était composée des communautés de Santa Maria de Talsini, Corte, Omessa, Santa Lutia, Tralunca, lo Soarello, Castirla.
Tous les pays situés sur les deux rives du Golo obéissaient aux Amondaschi. Leur chef Amondino Nasica s'en alla dans le « Delà des monts » ; il occupa le territoire de Cinarca ; il dépouilla de leurs châteaux les seigneurs de la Catena et de Giunepro, puis s'empara de la pieve de Vico. Dans le « Deçà des monts », il se rendit maître des pièves de Venaco et de Talcini. Mais les gentilshommes de Tralonca se révoltèrent encore contre eux à Talcini et leur enlevèrent les chapelles de cette piève.
Truffetta de Covasina alla à son tour attaquer à Talcini les Amondaschi. Avec l'aide d'autres familles, il s'empara de Corte qu'il fortifia. « Mais à la fin il ne put conserver de toutes ses conquêtes que la susdite terre de Corte qu'il donna à son neveu Aldobrando, lequel fut la souche des gentilshommes Cortinesi ».

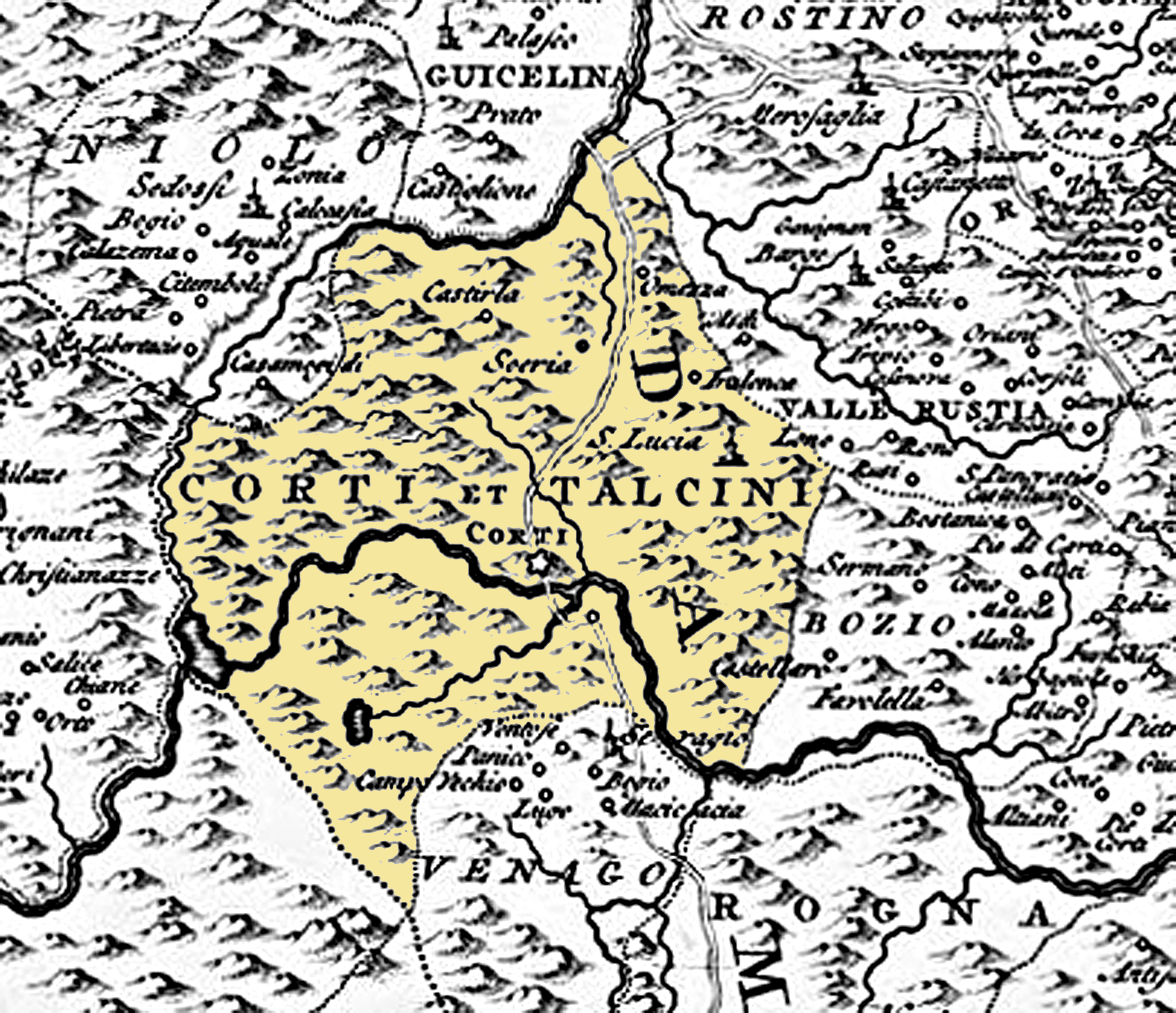
Talcini en 1737 du Cap. Vogt, cartographe,

Vers 1520, la piève de Talcini avait pour lieux habités :
- Santa Maria de Talsini, village disparu à proximité de l'église Santa Mariona ;
- Corte, Corte
- Omessa, Omessa
- Santa Lutia, Santa-Lucia-di-Mercurio
- Tralunca, Tralonca
- lo Soarello,
- Castirla, Castirla.

« Talcini est le nom d'un pays, et non celui d'un village. C'est dans ce pays que se trouve Corte, que beaucoup de gens regardent comme la plus belle ville de la Corse. Située au centre de l'île, elle a une forteresse assez solide, bâtie dans la ville sur une hauteur, et, à quelque distance hors de la ville, un couvent de Frères Mineurs, dans un très beau site. On compte encore dans cette piève cinq villages, parmi lesquels Omessa et Santa Lucia sont les plus connus, Omessa, comme résidence de Caporaux, Santa Lucia, comme résidence de gentilshommes. Mais les productions du sol, sans parler de beaucoup d'autres choses, sont rares, et le pays en souffre. »

— Mgr Agostino Giustiniani in Description de la Corse, traduction de Lucien Auguste Letteron in Histoire de la Corse, Bulletin de la Société des sciences historiques & naturelles de la Corse – Tome I - 1888. p. 36
Le 15 mai 1768, par le traité de Versailles, Gênes charge la France d’administrer et de pacifier la Corse. Passant sous administration militaire française, la piève de Talcini devient en 1790 le canton de Talcini, lui-même démembré en 1793 et réparti entre trois nouveaux cantons :
- canton de Corte formé de Corte ;
- canton de Golo formé avec Castirla, Omessa, Soveria et les communes du canton de Giovellina ;
- canton de Mercurio formé avec Santa-Lucia-di-Mercurio, Tralonca et les communes du canton de Bozio.

### La pieve civile
Au début du XVIIIe siècle, l’abbé Francesco Maria Accinelli à qui Gênes avait demandé une estimation des populations de Corse, avait rédigé un texte manuscrit en langue italienne à partir des registres des paroisses. Il avait écrit : « Pieve di Tralcini: Corte 1504. Castirla 156. Soveria 188. Tralonca 194. Ommessa 319. S.Lucia 329 ».
Selon le cartographe Domenico Policardi, la pieve de Talcini faisait partie de la province d'Aléria, se trouvait dans le préside de Corte et dans le ressort de sa juridiction,. Talcini comptait 300 habitants et le préside de Corti 400 habitants. Selon Accinelli, la province de Corte comptait 14 470 habitants et était composée de huit pievi : Talcini, Venaco, Castello, Bozio, Giovellina, Vallerustie, Niolo, et Rogna.
Accinelli fit le commentaire suivant : « La Pieve di Tralcini è situata quasi in mezzo dell’Isola, frà 2700.abitanti: Sono in questa 6. Paesi : Corte, Castirla, Soveria, Tralonca, Ommessa, e S.Lucia. Il luogo di Corte fertile sopra tutti gli altri della Pieve, vien giudicato il Centro, o sia il bel mezzo dell’Isola, abbonda di piante, e frutti, frà orti bellissimi, per l’abbondanza d’acqua perfetta proveduta da’Fiumi principali dell’Isola, cioè Guolo, Restonica, e Tauignani, che cascando da altissime pendici di monti, si aggirano al colle, sopra cui è piantato il luogo sudetto, nell quale, come il più riguardevole risiedeva il Giusdicente avuto riguardo alla Communicatione, che hà con tutte le Pievi della Provincia, colla vicinanza di detti fiumi, viene ad essere assai abbondante di frutte esquisite, anzi di Trutte (genere di pesci) esquisite, che non mancano pure alle altre Pievi, portando tutte nel seno i fiumi medemi. ».

### La pieve religieuse
Talcini relevait de l'autorité épiscopale d'Aléria.
De Mgr Agostino Giustiniani qui, entre 1522 et 1531, écrivait dans son Dialogo nominato Corsica : 

« L'évêché d'Aleria a un revenu de deux mille ducats ; il comprend dix-neuf pièves qui sont : Giovellina, Campoloro, Verde, Opino, la Serra, Bozio, Alesani, Orezza, Vallirustie, Talcini, Venaco, Rogna, la Cursa, Covasina, Castello, Aregno, Matra, Niolo et Carbini dans le Delà des Monts. »

— Agostino Giustiniani in Description de la Corse, traduction de Lucien Auguste Letteron - Histoire de la Corse, Bulletin de la Société des sciences historiques & naturelles de la Corse – Tome I - 1888. p. 83
Au début du XVIIIe siècle, Francesco Maria Accinelli décrivait ainsi l'évêché qui comprenait toujours 19 pievi :
« Il Vescovato di Alleria, che è il più di tutti pingue hà 2 000 scudi d’oro di entrata, e contiene 19 pievi : Giovellina, Campoloro, Verde, Opino, Serra, Bozio, Allessani, Orezza, Vallerustie, Tralcini, Venaco, Rogna, Corsa, Covasina, Castello ò sia Vivario, Niolio, Carbini, et Aregno in la Balagna. L’Ughelli però dice (Ital.Sacr.Tom.III) contenere la sua diocesi 60 parochie con 14 conventi di Frati, e fruttare alla Camera di Roma 300 Fiorini, et avere di redito 4000 scudi Romani ».

#### Le centre de la pieve
Santa Mariona était l'église principale de la piève de Talcini. Elle était probablement l'église piévane (ou "piévanie, ou "pieve") du Talcini.
L'église pisane de Santa Mariona depuis longtemps ruinée, avait été bâtie au XIe siècle sur les flancs méridionaux de la Serra d'Avena, à environ 1 500 m « à vol d'oiseau » au nord de Corte, à 575 m d'altitude, dominant l'ancienne route nationale 193 renommée RN 2193.
La découverte de fonts baptismaux lors d'un sondage effectué en 1973 permet d'établir que l'église fut la chiesa matrice (église principale) si ce n'était la plebs baptimalis de la piève de Talcini.
Au début du XVIe siècle, l'église de Santa Mariona, Pieve de Talcini, se trouve sur le territoire de la commune de Corte, à trois kilomètres environ du centre de la cité. Elle a fait l'objet d'études archéologiques par Pergola Philippe. Selon celui-ci, « la construction de Santa Mariona a été réalisée probablement au XIIe siècle ou au XIIIe siècle […] », dans un contexte de reconstruction pisane. En note de bas de page, Philippe Pergola précise : « Mme Moracchini-Mazel donne à pieve le seul sens de circonscription alors elle appelle pievanie édifice créant ainsi un terme nouveau dérivé de plebania... J'utiliserai donc le seul terme de pieve pour la circonscription aussi bien que pour édifice autant on le retrouve hui encore dans la toponymie locale pour la dénomination de certaines églises médiévales ».
En 1589 elle était déjà en ruines selon un compte-rendu du visiteur apostolique Mgr Mascardi.